# Edward Osborne Wilson
|  | Per a altres significats, vegeu «Osborne». |

Edward Osborne Wilson   (Birmingham, 10 de juny de 1929 - Burlington, 26 de desembre de 2021) va ser un entomòleg (mirmecòleg), biòleg i professor universitari estatunidenc conegut pel seu treball sobre l'evolució biològica i la sociobiologia. Wilson fou un gran especialista en les formigues i en la seva utilització de feromones com mitjà de comunicació.

## Biografia
Va néixer el 10 de juny de 1929 a la ciutat de Birmingham, Alabama. Interessat en la història natural, i especialment en les formigues, va estudiar biologia a la Universitat d'Alabama, posteriorment realitzà el seu doctorat a la Universitat Harvard. Era professor honorari de zoologia comparada en aquesta universitat.
Edward O. Wilson ha estat guardonat amb la Medalla Nacional de Ciències dels Estats Units i el Premi Pulitzer en dues ocasions. La Reial Acadèmia Sueca, que concedeix el Premi Nobel, li va concedir l'any 1990 el Premi Crafoord, una concessió dissenyada per a cobrir les àrees específiques no cobertes pels Premis Nobel: biologia, oceanografia, matemàtiques i astronomia. L'any 1995 va ser nomenat com una de les 25 personalitats més influent a Amèrica, i el 1996 una enquesta internacional el va nomenar com un dels 100 científics més influents de tota la història.
Era catedràtic emèrit de la Universitat Harvard. L'any 2007 va rebre a Barcelona el XIX Premi Internacional Catalunya i va ser nomenat Soci d'Honor de l'Associació Ibèrica de Mirmecologia (AIM).

## Edward O. Wilson i les formigues[6]
Edward O. Wilson sempre sorprengué la comunitat científica d'investigadors en insectes socials amb els seus senzills i ben dissenyats experiments i detallades observacions, que documenten per exemple la importància de la química en la comunicació de les formigues, l'ergonomia del polimorfisme i del polietisme (divisió del treball en funció de l'edat), i de la importància de les espècies de formigues invasores. Molts dels coneixements sobre formigues que avui semblen de tota la vida, de fet van ser descoberts per E. O. Wilson ja fa quasi cinquanta anys. La primera publicació de Wilson fou el 1949 en una revista científica local anomenada Alabama Conservation, on un estudiant de 19 anys de la University of Alabama, ja ens informava sobre la distribució al sud dels Estats Units de la formiga invasora Solenopsis saevissima richteri (la formiga de foc o the imported fire ant). El seu segon article, del 1951, fou en la influent revista científica Evolution on estudiava dues variants fenotípiques de la formiga de foc. A poc a poc s'anà veient com el treball de Wilson anava omplint molts forats i lligant moltes disciplines. Així, entre el 1959 i el 1962 publicà uns articles detallant la naturalesa de la comunicació entre les formigues. El 1963 demostraà la importància de les feromones, exposant els seus principis generals en un article al Scientific American titulat senzillament Pheromones, on a més ja especulava sobre l'existència de les feromones humanes. El seu fabulós treball sobre els insectes socials The Insect Societies (1971) era el preludi d'un llibre publicat 20 anys més tard conjuntament amb en Bert Hölldobler, The Ants (guanyador el 1991 del Premi Pulitzer) que és per a tots els mirmecòlegs la gran monografia de referència obligada. La fascinació de Wilson per les formigues encara es mantingué en els darrers anys, car en el 2003 publicà un compendi de 818 pàgines dedicades al gènere de formigues Pheidole on caracteritzava 625 espècies, 341 de les quals noves per a la ciència.

## La nova síntesi
L'any 1975 publicà el seu llibre Sociobiology: The New Synthesis ("Sociobiologia: la Nova Síntesi") a partir de la qual l'autor aborda en forma general (holisme) una sèrie de qüestions problemàtiques, no resoltes dintre de la Teoria Sintètica de l'evolució biològica. Wilson ens lliura una nova manera d'enfocament del terme conducta, òbviament molt desenvolupat pels etòlegs fins al moment. Així comencem a parlar de conducta altruista, que fins al moment no havia rebut aquest enfocament. Fins aquell moment tot els científics explicaven la conducta des del punt de vista dels beneficis que porta al grup o l'espècie, en canvi per a la sociobiologia Wilson explica que l'altruisme existeix perquè beneficia als gens de l'individu que l'emet. La sociobiologia proposa que la selecció natural actua sobre l'individu i no sobre el grup, així l'èxit reproductiu és aquell que obté per ser capaç de transmetre els seus gens a la pròxima generació. Però posteriorment va rectificar aquesta postura, criticant clarament la teoria del "fitness inclusiu" que dona molta importància al individu com unitat evolutiva, i opina que la selecció natural actua en dos fronts simultàniament: el gen i el grup.
Una sèrie de termes van ser introduïts amb la sociobiologia:
- Conducta social: la qual l'individu emet en relació amb altres congèneres de la mateixa espècie.
- Èxit reproductiu: entès com una aptitud inclusiva que inclou l'aptitud darwiniana que seria el nombre de descendents que deixa un individu. La quantitat de gens propis que passa d'una generació a l'altra, no només reproduint-nos individualment, sinó tenint en compte la quantitat de germans, nebots, nets o cosins.
- Relació genètica o parentiu genètic: La conducta s'explica per la relació de gens que tenen en comuna mare i fill, i en els insectes socials, com les abelles o formigues, s'explica per la quantitat de gens que comparteixen els germanes, un 75% de gens, mentre amb els seus fills compartirien un 50%. I amb els germans un 25% dels gens. D'aquesta manera es desentranya un antic dilema propi de l'ordre himenòptera.

## La biodiversitat: biogeografia i sistemàtica
Wilson també va introduir el terme biodiversitat en la literatura científica. Ja en el 1963 presentà la seva "Teoria de la biogeografia insular" (edició catalana del 1983 amb pròleg de J. A. Alcover. Editorial Moll, Ciutat de Mallorca) que tracta de la formació, l'equilibri i la disminució de la biodiversitat a les illes i a altres ecosistemes discrets. Va desenvolupant aquesta branca de la biologia fins que el 1986, en la reunió del National Forum on BioDiversity que va tenir lloc a Washington, edità el llibre Biodiversity (1988) que esdevindrà un bestseller internacional introduint el mot "biodiversitat" (i la seva conscienciació) a totes les llengües i diccionaris. Recentment encara desenvolupà més aquesta branca del coneixement amb articles com "A global biodiversity map" Science 289:2279 (2000), "On the future of conservation biology" Conservation Biology 14:1-3 (2000), "The encyclopedia of life" Trends in Ecology and Evolution 18:77-80 (2003) i "Taxonomy as a fundamental discipline" The Royal Society 359:739 (2004)

## La condició humana i la conservació de la natura
Coneixedor i estudiós de la naturalesa humana (On Human Nature, guanyadora del premi Pulitzer del 1979) i de totes les seves vessants com ho demostra la seva obra interdisciplinària Consilience: The Unity of Knowledge (1998) on raona sobre la possible integració de la biologia amb totes les ciències socials i humanitats, i amb la intenció d'aplicar-ho als problemes ambientals, ens descriu i esdevé capdavanter també dels conceptes de biofília i de l'ètica de la conservació.

## Déu i la religió
En la qüestió de Déu Wilson ha descrit la seva posició com a «deisme provisional», discutint que la creença en Déu i els rituals de la religió siguin productes de l'evolució. Ell refusa que siguin rebutjats, sinó que creu que la seva investigació mitjançant la ciència permetrà entendre millor la seva significació en la naturalesa humana. En el seu llibre The Creation: An Appeal to Save Life on Earth estableix un cas hipotètic per a posar a un costat diferències epistemològiques entre la religió i la ciència i concentrar-se en allò que tenen en comú: la naturalesa vivent.

## Obres publicades
- 1967: The Theory of Island Biogeography (traducció al català amb pròleg de J.A. Alcover. Ed. Moll, Ciutat de Mallorca, 1983). Amb Robert MacArthur
- 1971: A Primer of Population Biology realitzat amb William H. Bossert
- 1971: The Insect Societies
- 1975: Sociobiology: The New Synthesis
- 1978: On Human Nature, guardonat amb el Premi Pulitzer
- 1978: Caste and Ecology in the Social Insects, realitzat amb George F. Oster
- 1981: Genes, Mind, and Culture. The Coevolutionary Process, realitzat amb Charles J. Lumsden
- 1983: Promethean Fire, realitzat amb Charles J. Lumsden
- 1984: Biophilia (traducció al castellà per Errata Naturae, Madrid, 2021)
- 1988: Biodiversity. És un llibre editat per Edward Osborne Wilson que conté diversos estudis sobre la biodiversitat realitzats per diversos autors.
- 1990: The Ants, realitzat amb Bert Holldöbler i guardonat amb el Premi Pulitzer
- 1990: Success and Dominance in Ecosystems: The Case of the Social Insects
- 1992: The diversity of Life
- 1994: Journey to the Ants, realitzat amb Bert Holldöbler
- 1994: Naturalist
- 1996: In Search of Nature
- 1998: Consilience: The Unity of Knowledge
- 2000: Sociobiology: The New Synthesis. Twenty-Fith Anniversary Edition
- 2002: The Future of Life
- 2003: Pheidole in the New World: A Dominant, Hyperdiverse Ant Genus
- 2005: Genes, Mind, and Culture. The Coevolutionary Process. 25th Anniversary ed., realitzat amb Charles J. Lumsden
- 2005: From So Simple a Beginning: The Four Great Books of Darwin
- 2006: Nature Revealed: Selected Writings 1949-2006
- 2006: The Creation: An Appeal to Save Life on Earth (traducció al català per Empúries, Barcelona, 2007)
- 2008: The Superorganism: The Beauty, Elegance, and Strangeness of Insect Societies. W. W. Norton, New York. Realitzat amb Bert Hölldobler
- 2010: Anthill: A Novel. W. W. Norton, New York
- 2010: Kingdom of Ants. José Celestino Mutis and the Dawn of Natural History in the New World. Johns Hopkins University. Realitzat amb José María Gómez Durán
- 2011: The Leafcutter Ants: Civilization by Instinct. W. W. Norton, New York. Realitzat amb Bert Hölldobler
- 2012: The Social Conquest of Earth (traducció al castellà per Penguin Random House, Barcelona: Debate 2012 i Debolsillo 2015)
- 2013: Letters to a Young Scientist (traducció al català per Rosa dels Vents, Barcelona, 2013)
- 2014: A Window on Eternity: A Biologist's Walk Through Gorongosa National Park
- 2014: The Meaning of Human Existence (traducció al castellà per Gedisa, Barcelona, 2016)[4]
- 2016: Half-Earth (traducció al castellà per Errata Naturae, Madrid, 2017)
- 2017: The Origins of Creativity (traducció al castellà per Critica, Barcelona, 2018)
- 2019: Genesis: The Deep Origin of Societies. Liveright (traducció al castellà per Critica, Barcelona, 2020)
- 2020: Tales from the Ant World. Liveright (traducció al castellà per Critica, Barcelona, 2022)
- 2020: Naturalist: A Graphic Adaptation. Island Press. Realitzat amb Jim Ottaviani